# Jacques Le Goff
Jacques Le Goff (Toulon, 1 de enero de 1924-París, 1 de abril de 2014) fue un historiador medievalista y escritor francés especializado en todo en los siglos XII y XIII, que vinculó su carrera docente a la Escuela de Estudios Superiores en Ciencias Sociales. 
Entre sus maestros se encuentran Charles-Edmond Perrin (1887-1974) y Maurice Lombard (1904-1965). También recuerda la influencia decisiva de Henri Michel, a quien consideraba "el gran historiador de la Edad Media" y que fue su profesor de historia en la escuela secundaria de Toulon.

## Trayectoria
Representante destacado de la Nouvelle Histoire, de la tercera generación de la Escuela de los Annales, Le Goff ha abordado en su obra los temas fundamentales del medievo, desde todos los puntos de vista posibles. En sus escritos combina historia, antropología y sociología con la historia de la cultura y de los sistemas económicos. 
Su influjo en varias generaciones de historiadores de todo tipo ha sido extraordinario. Además propició, junto con Georges Duby, el trabajo con historiadores polacos o rusos (Witold Kula, Geremek, Arón Gurévich), y sus relaciones internacionales le han conducido a llevar a cabo varios proyectos editoriales en Italia.
Entre sus libros destacan: Los intelectuales en la edad media (1957), La civilización del Occidente medieval (1962), El nacimiento del Purgatorio (1981), La bolsa y la vida (1986), El hombre medieval (1989), Lo maravilloso y lo cotidiano en el Occidente medieval (1986), Mercaderes y banqueros de la Edad Media (1969), El orden de la memoria: el tiempo como imaginario (1991, la vieja Europa y el mundo moderno ). Desde otra perspectiva, Pensar la historia: modernidad, presente, progreso (2005), La Edad Media explicada a los jóvenes (2007). Su dirección de una Historia realizada por diversos autores sobre la construcción de Europa, con visiones muy diferentes, ha sido un hito editorial.

## Obras
- Le Goff, Jacques (1964). La Civilisation de l’Occident Médiéval. Les Grandes Civilisations (en francés). 246 héliogravures, 8 planches en couleurs, 71 cartes et plans. París: Arthaud.
- Le Goff, Jacques (1979). «The Usurer and Purgatory». The Dawn of Modern Banking (en inglés). New Haven: Yale University Press. pp. 25-52. ISBN 0-300-02318-9.
- Le Goff, Jacques (1984). La Civilisation de l’Occident Médiéval. Les Grandes Civilisations (en francés). París: Arthaud. ISBN 2-7003-0458-6.
- Le Goff, Jacques (1985). Les Intellectuels au Moyen Âge. Points (en francés). París: Seuil. ISBN 978-2-02-008691-2.
- Le Goff, Jacques (1989). «Comment Écrire une biographie historique aujourd’hui ?». Le Débat (en francés) (París: Gallimard) (54): 48-53. doi:10.3917/deba.054.0048.
- Le Goff, Jacques (1999). Un Autre Moyen Âge. Quarto (en francés). París: Gallimard. ISBN 2-07-075463-4.
- Le Goff, Jacques (2001). Marchands et banquiers du Moyen Âge. Que sais-je? (en francés) (9e édition). París: PUF. ISBN 978-2-13-051479-4.
- Le Goff, Jacques (2004). Un long Moyen Âge (en francés). París: Tallandier. ISBN 978-2-84734-179-9.
- Le Goff, Jacques (2009). Héros et Merveilles du Moyen Âge. Points (en francés). París: Seuil. ISBN 978-2-7578-1123-8.
- Le Goff, Jacques (2010). Le Moyen Age et l’argent : Essai d’anthropologie historique. Pour l’Histoire (en francés). París: Perrin. ISBN 978-2-262-03260-9.
- Le Goff, Jacques (2011). A la recherche du temps sacré : Jacques de Voragine et la Légende dorée. Pour l’Histoire (en francés). París: Perrin. ISBN 978-2-262-03392-7.
- Le Goff, Jacques; Schmitt, Jean-Claude (1999). Dictionnaire raisonné de l'Occident médiéval (en francés). París: Fayard. ISBN 2-213-60264-6.

## Traducciones en español
- Le Goff, Jacques;  Nora, Pierre (1985). Hacer la Historia. (Tomo 1). Laia. ISBN 978-84-7222-492-6.

- Le Goff, Jacques;  Nora, Pierre (1985). Hacer la Historia. (Tomo 2). Laia. ISBN 978-84-7222-495-7.

- Le Goff, Jacques; (1986). Los intelectuales en la Edad Media. Gedisa. ISBN 978-84-7432-251-4.

- Le Goff, Jacques; (1987). La bolsa y la vida: Economía y religión en la Edad Media. Gedisa. ISBN 978-84-7432-270-5.

- Le Goff, Jacques; (1987). Tiempo, trabajo y cultura en el occidente medieval. Taurus. ISBN 978-84-306-1228-4;.

- Le Goff, Jacques; (1988). Entrevista sobre la historia. Institución Alfonso el Magnánimo. ISBN 978-84-505-7584-2.

- Le Goff, Jacques; Roger Chartier; Jacques Reve (1988). La nueva historia. Mensajero. ISBN 978-84-271-1520-0.

- Le Goff, Jacques; (1989). El nacimiento del purgatorio. Taurus. ISBN 978-84-306-1251-2.

- Le Goff, Jacques; (1990). La Baja Edad Media. Siglo XXI de España. ISBN 978-84-323-0004-2.

- Le Goff, Jacques; (1991). El orden de la memoria: el tiempo como imaginario. Paidós Ibérica. ISBN 978-84-7509-671-1.

- Le Goff, Jacques; Cesare De Seta (1991). La ciudad y las murallas. Cátedra. ISBN 978-84-376-1000-9.

- Le Goff, Jacques; (1998). La vieja Europa y el mundo moderno. Altaya. ISBN 978-84-487-0929-7.

- Le Goff, Jacques; (1999). Europa contada a los jóvenes. Anagrama. ISBN 978-84-339-0499-7.

- Le Goff, Jacques; (1999). El hombre medieval. Alianza. ISBN 978-84-206-9610-2.

- Le Goff, Jacques; (1999). Lo maravilloso y lo cotidiano en el occidente medieval. Altaya. ISBN 978-84-487-1275-4.

- Le Goff, Jacques (1999). La civilización del Occidente medieval. Madrid: Paidós. ISBN 978-84-493-0766-9.

- Le Goff, Jacques; (2003). En busca de la Edad Media. Paidós Ibérica. ISBN 978-84-493-1477-3.

- Le Goff, Jacques; (2003). ¿Nació Europa en la Edad Media?. Crítica. ISBN 978-84-8432-491-1.

- Le Goff, Jacques; (2003). San Francisco de Asís. Akal. ISBN 978-84-460-1511-6.

- Le Goff, Jacques;  Schmitt, Jean Claude (2003). Diccionario razonado del occidente medieval. Akal. ISBN 978-84-460-1458-4.

- Le Goff, Jacques (2004). Mercaderes y banqueros en la Edad Media. Madrid: Alianza Editorial. ISBN 978-84-206-5684-7.

- Le Goff, Jacques; (2005). El Dios de la Edad Media: conversaciones con Jean-Luc Pouthier. Trotta. ISBN 978-84-8164-756-3.

- Le Goff, Jacques; (2005). Pensar la historia: modernidad, presente, progreso. Paidós Ibérica. ISBN 978-84-493-1812-2.

- Le Goff, Jacques; Nicolas Truong (2005). Una historia del cuerpo en la Edad Media. Paidós Ibérica. ISBN 978-84-493-1727-9.

- Le Goff, Jacques; (2007). La Edad Media explicada a los jóvenes. Paidós Ibérica. ISBN 978-84-493-1988-4.

- Le Goff, Jacques (2010). Héroes, maravillas y leyendas de la Edad Media. Madrid: Paidós. ISBN 978-84-493-2396-6.

- Le Goff, Jacques (2012). La Edad Media y el Dinero. Ensayo de Antropología histórica. Akal. ISBN 978-84-460-3594-7.

- Le Goff, Jacques (2016). ¿Realmente es necesario cortar la historia en rebanadas?. Ciudad de México : Fondo de Cultura Económica, 2016.